# Citibank
Citibank là một ngân hàng quốc tế lớn, là công ty con hoạt động trong lĩnh vực tài chính của tập đoàn Citigroups. Citibank được thành lập năm 1812 với tên gọi City Bank of New York, sau đó là First National City Bank of New York. Vào tháng 3 năm 2010, Citigroups là ngân hàng lớn thứ 3 ở Hoa Kỳ theo tổng giá trị tài sản, chỉ sau Bank of America và JPMorgan Chase.

## Các số liệu lịch sử

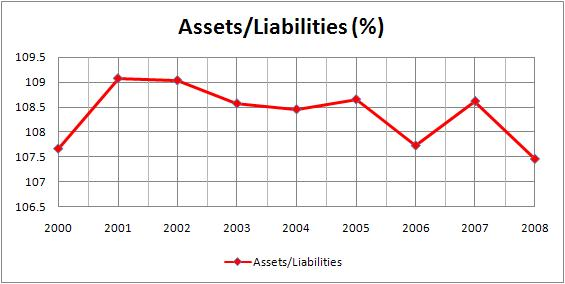
Tỉ lệ Giá trị tài sản/nợ
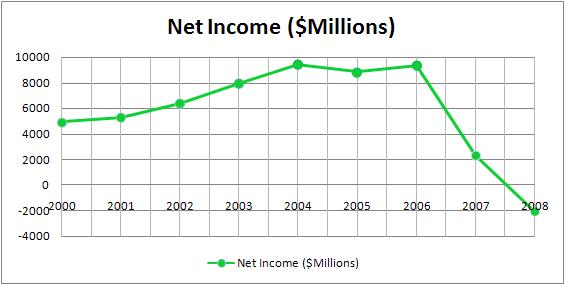
Thu nhập thực tế

## Các chi nhánh quốc tế
- Citibank Algeria
- Citibank Argentina
- Citibank Australia
- Citibank Belgium
- Citibank Bolivia
- Citibank Bangladesh
- Citibank Brazil
- Citibank (China)
- Citibank (Colombia)
- Citibank (Egypt)
- Citibank (Greece)
- Citibank (Hong Kong)
- Citibank Hungary
- Citibank India
- Citibank Indonesia
- Citibank Italy
- Citibank Japan
- Citibank Malaysia
- Citibank Nicaragua
- Citibank Nigeria
- Citibank Pakistan
- Citibank Peru
- Citibank Philippines
- Citi Handlowy
- Citibank Portugal
- Citibank Romania
- Citibank Russia
- Samba (Citibank for Saudi Arabia)
- Citibank International Personal Bank Singapore/Citibank IPB Singapore
- Citibank Singapore
- Citibusiness Singapore
- Citibank Slovakia
- Citibank Korea
- Citibank Spain
- Citibank Taiwan
- Citibank Thailand
- Citibank Trinidad and Tobago
- Citibank Tunisia
- Citibank Ukraine
- Citibank Venezuela
- Citibank Vietnam